# Vitis labrusca
Die Wildrebe Vitis labrusca, die zur Gruppe der Amerikaner-Reben gehört, stammt aus dem Osten der USA und ist bis zum Mississippi und vom südlichen Kanada bis ins südliche Georgia verbreitet. Wegen ihrer Eigenschaften wurde sie über praktisch die ganze Erde verteilt. Aufgrund des ausgeprägten Fox-Tons wird sie auch als Fuchsrebe oder Erdbeerrebe bezeichnet, in der Schweiz als Tessiner Rebe.
Vitis labrusca ist die am längsten bekannte amerikanische Wildrebe und wurde von Carl von Linné bereits 1763 beschrieben. Durch natürliche Kreuzung entstanden auch die Sorten Isabella und Concord. Sie dienen hauptsächlich der Herstellung von Saft und Marmelade und werden seltener auch als Tafeltrauben verwendet. In geringen Umfang werden sie auch zur Weinherstellung verwendet.

## Abstammung, Bedeutung
Die Wildrebe (Vitis labrusca) spielt bei der Entwicklung von Hybridreben eine große Rolle und stellt mit ihren Selektionen und Kreuzungen die Basis für die tropische Traubenproduktion mit Rebsorten wie Isabella oder Bangalore Blue. In den USA hat sie auch in der Züchtung von Tafeltrauben und Sorten zur Saftproduktion große Bedeutung. Mit ca. 80 % aller von Vitis labrusca abstammenden Sorten ist Concord am wichtigsten. Weitere bedeutende Sorten in diesen Bereich sind Catawba, Clinton, Dutches, Delaware, Niagara, Noah, Sheridan und Fredonia.

## Ökologie und Standorte
Sie mag besonders sonnige Standorte mit lehmigen, nicht zu feuchten, oder sandigen Böden und ist etwas empfindlich gegenüber Kalk. Die Resistenz gegenüber der Reblaus ist nicht sehr ausgeprägt. Die Widerstandsfähigkeit gegen echten Mehltau ist gut, bei sehr guter Resistenz gegen falschen Mehltau. Sie wurzelt sehr leicht und hat eine gute Frostresistenz. Wegen ihrer Reblausanfälligkeit ist sie als Unterlagsrebe jedoch nur bedingt zu gebrauchen.
Die ökologischen Zeigerwerte nach Landolt et al. 2010 sind in der Schweiz: Feuchtezahl F = 3w (mäßig feucht aber mäßug wechselnd), Lichtzahl L = 3 (halbschattig), Reaktionszahl R = 3 (schwach sauer bis neutral), Temperaturzahl T = 4+ (warm-kollin), Nährstoffzahl N = 4 (nährstoffreich), Kontinentalitätszahl K = 2 (subozeanisch).

## Ampelografische Merkmale
Ihre Triebspitzen sind filzig und weiß behaart mit rötlichem Rand. Die fünfläpprigen Blätter sind auf den Unterseiten filzig behaart. Im Gegensatz zu allen anderen Arten  weisen die Triebe eine kontinuierliche Rankenstellung auf. Dies bedeutet, dass in jedem Nodium eine Ranke entspringt. Die mittelgroßen Blüten sind oft zwittrig, oder sonst zweihäusig. Ihre Trauben sind mittelgroß und walzenförmig und tragen runde, mittelgroße Beeren. Die Beeren weisen eine feste Schale und zusammenhängendes Fruchtfleisch mit dem bekannten starken Fox-Ton auf. Er ruft starke Assoziationen mit künstlichen Erdbeeren oder Himbeeren hervor. Den Fox-Ton erhält Vitis labrusca durch unterschiedliche Aromastoffe, u. a. Furaneol und Methylanthranilat, die in Vitis vinifera nicht vorhanden sind.
Die Chromosomenzahl beträgt 2n = 38.
In frühen Beschreibungen wurden bei Vitis labrusca Stammdurchmesser von 30 cm berichtet. Solche Beobachtungen gehören heute zu echten Raritäten.

## Wein
Der aus Sorten dieser Rebart hergestellte Wein ist von geringer Qualität und besitzt durch den Fox-Ton ein befremdliches Aroma. Weinherstellung aus der Wildrebe ist selbst in den USA selten. Meist wird sie zur Herstellung von Traubensaft, Schaumwein oder Marmelade verwendet. 

## Synonyme
Sorten: Black Fox, Fox Grape, Frost Grape, Northern Muscadine, Plum Grape, Skunk Grape, Swamp Grape.
Synonyme: Vitis blandii Prince, Vitis canina Raf., Vitis catawba hort., Vitis ferruginga Raf., Vitis labrusca var. subedentata Fernald, Vitis labrusca var. typica Regel, Vitis latifolia Raf., Vitis luteola Raf., Vitis sylvestris virginiana Bauhin, Vitis taurina Walter, Vitis vinifera sylvestris americana Pluk., Vitis vinifera var. labrusca Kuntze, Vitis vulpina Marshall.